# 孫維新
孫維新（1957年11月8日—）是以天文教育推廣聞名的台灣天文學家、國立臺灣大學物理學系暨天文物理研究所教授，曾任國立中央大學天文研究所所長與科學教育中心主任、國立自然科學博物館館長。

## 經歷

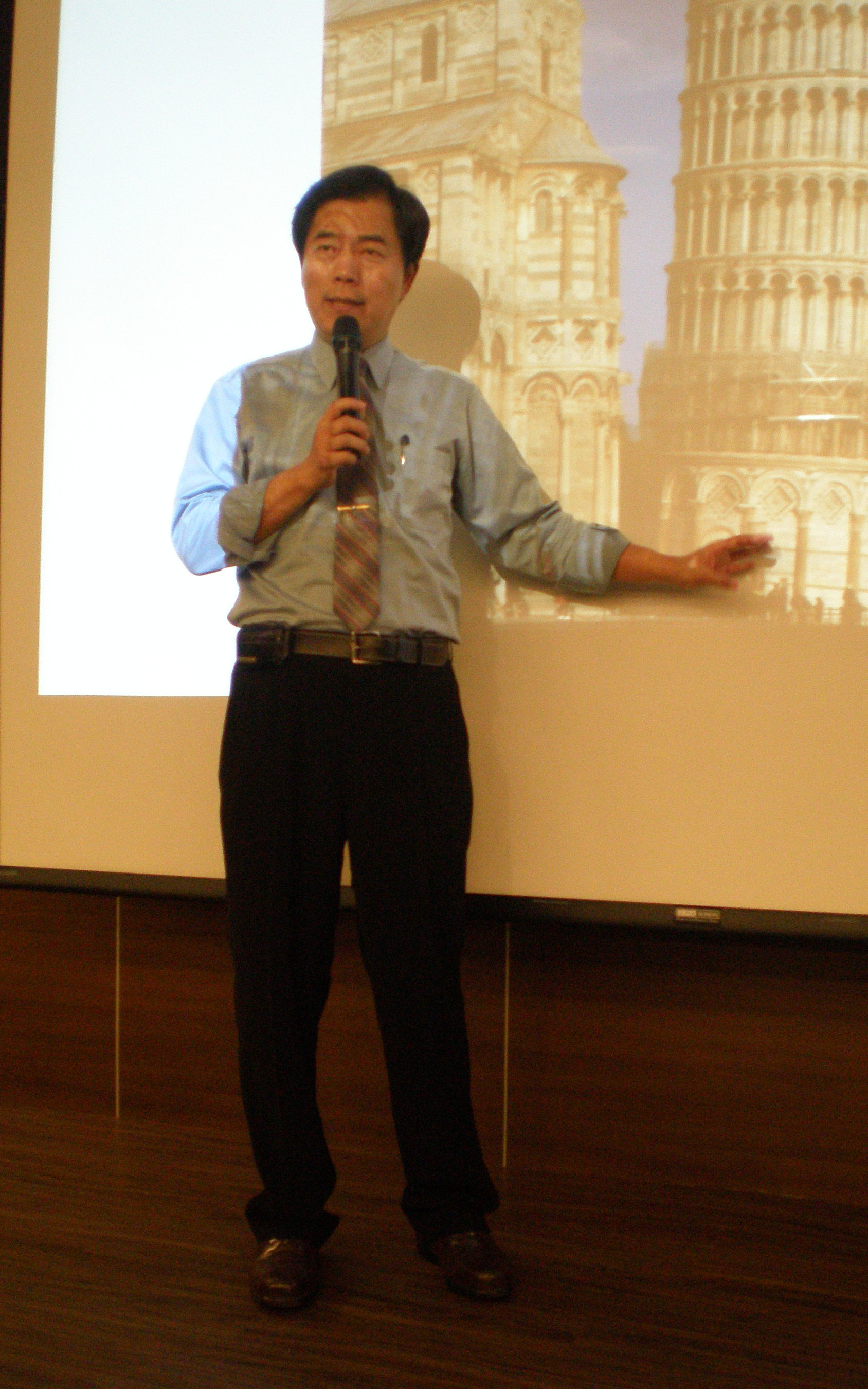
在國立科學工藝博物館演講的的孫維新，2010年

孫維新於1957年生於台灣台北市，原籍山東。1979年國立臺灣大學物理學系畢業，1987年獲得美國加州大學洛杉磯分校天文物理學博士。1987至1989年間於美國國家航空暨太空總署戈達德太空飛行中心擔任博士後研究員。1989年返台任教於國立中央大學物理系。1992年8月國立中央大學天文研究所成立後曾任所長，並曾出任中華民國天文學會理事長、國立中央大學科學教育中心主任。2007年轉任國立台灣大學物理系暨天文物理研究所教授，以及梁次震宇宙學與粒子天文物理學研究中心研究員。2011年1月17日借調至國立自然科學博物館擔任館長，2021年4月16日退休 現擔任科學人雜誌總編輯。

## 研究
孫維新的主要研究是活躍星系核與類星體、交互作用星系、星系演化與恆星形成。並且有鹿林山星際物質發射線巡天計畫、墾丁天文台教育訓練計畫、BATC多色巡天計畫與青藏高原天文台科研及教育計畫等研究與教學計畫。
孫維新於2007年在西藏阿里地区開始建立天文台，目前已完成，於2011年開始觀測。該天文台可在台灣進行遙控。

## 科學教育
孫維新在台灣以天文學普及教育聞名。他在1993年主持的公共電視節目《航向宇宙深處》系列獲得1994年金帶獎和1995年李國鼎科技節目獎，他本人以該節目獲得2000年第35屆金鐘獎電視金鐘獎教科文節目主持人獎。所著《孫維新談天》一書獲得第二屆吳大猷科普著作金籤獎、2003年金鼎獎優良圖書推薦、2010年科普閱讀年推薦「百大科普好書」。他於1995年起在台灣大學、政治大學、台灣聯合大學系統等多所大學授課的「認識星空」通識課程廣受學生好評。任職於中央大學期間，孫維新在國立海洋生物博物館水族實驗中心頂樓建立墾丁天文台，每年高中和大學寒暑假期間辦理多梯次觀測研習營。
2003年春天起，在行政院國家科學委員會的支持下，孫維新負責辦理「展望」系列科學普及演講，並邀請各界專家演講介紹各領域科學發展。2005年時配合2005 世界物理年負責主辦「探索物理博覽會」。他也是2009全球天文年台灣總召集人。曾擔任漢聲廣播電台《生活掃描》節目中「讓我們看星去」單元的主講人；現在每隔兩周的週二，固定參與作家張大春主持的News98節目《張大春泡新聞》談天文科學等相關知識。

## 其他

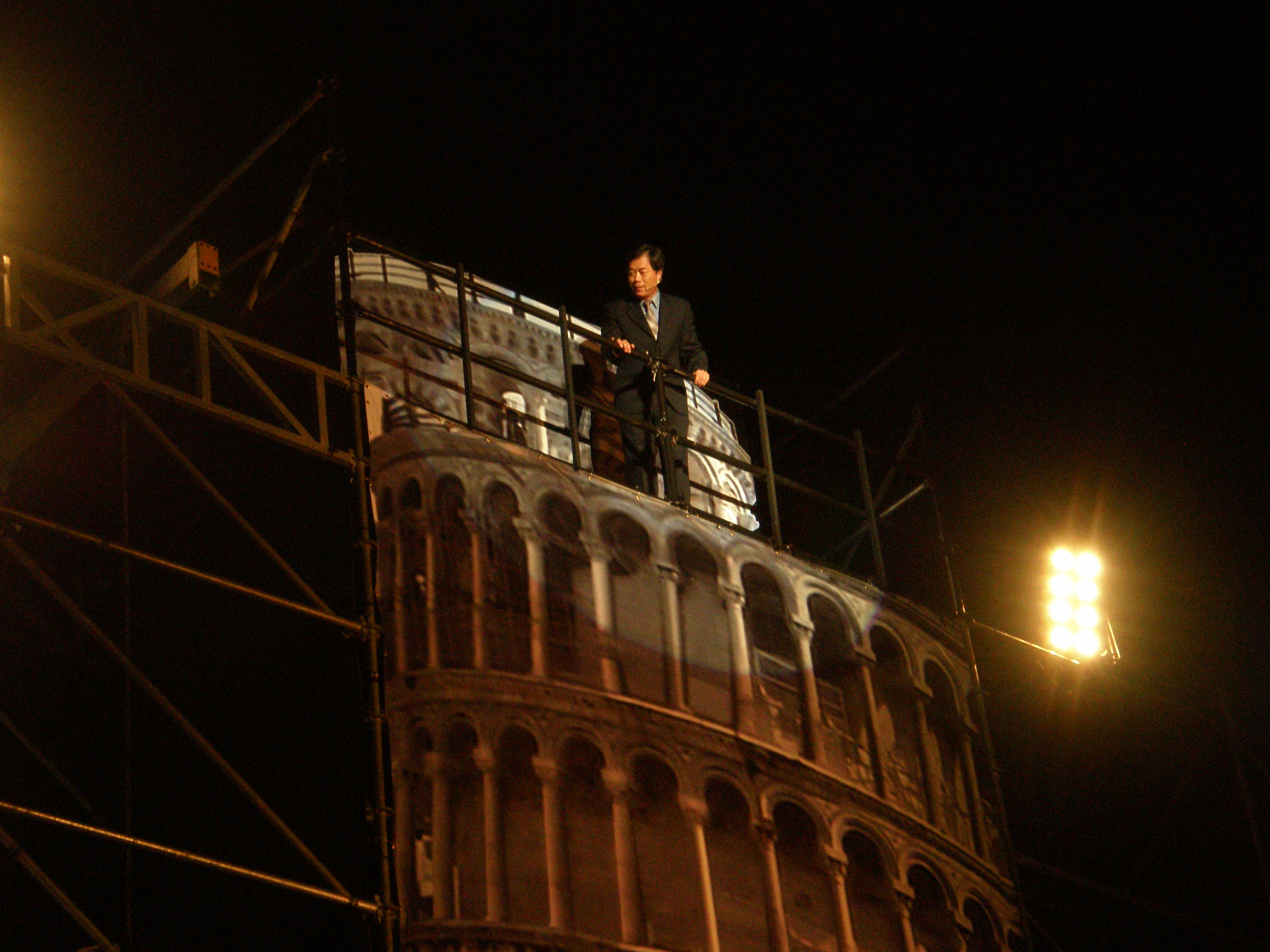
2010年3月20日在高雄舉辦的「今夜星光燦爛」舞台劇最後，孫維新示範自由落體實驗。

孫維新個人興趣相當廣泛，尤其他是戲劇的愛好者，曾任台大國劇社社長，並在1982年參與演出白先勇小說《遊園驚夢》所改編的舞台劇，飾演程參謀，當時參與演出的還有劉德凱、歸亞蕾等知名演員，該次演出後曾有人找他進入演藝圈。他在美國求學期間，將王藍的小說《藍與黑》改編成舞台劇演出。
2009全球天文年在台灣的活動中，他以舞台劇和音樂會的方式策劃2009年3月21日在台北舉辦的戶外活動《星空之旅》和同年12月19日全球天文年閉幕活動《今夜星光燦爛》；同名舞台劇並且於2010年3月20日在高雄演出以進行科學推廣。參與演出的演員包含了陸一龍、劉亮佐等知名演員。2011年4月15日台達電子四十週年慶祝活動中的舞台劇「讓世界動起來─法拉第的一生」也由孫維新負責策劃。2013年12月7/8日，孫維新配合2013年初發現的ISON彗星策劃科學推廣舞台劇《哈雷與牛頓－從黑暗到光明！》在台北演出。
此外，以繪本畫家幾米的著作《星空》為藍本的「幾米星空特展」中，孫維新以燈光創造「四季星空」參加展覽。

## 榮譽
- 小行星185364[38]
- 第35屆金鐘獎：教科文節目主持人獎 (得獎作品：航向宇宙深處)

## 著作

### 書籍
- 《孫維新談天》，ISBN 9789862166840，孫維新著，王季蘭整理，天下文化出版，2011年（改版）。
- 《觀測天文物理學》，ISBN 9571138045，譯自“Methodes physiques de l'observation”，by P. Lena，孫維新、胡景耀翻譯，國立編譯館出版，五南圖書經銷，2004。

### 影音作品
- 《孫維新輕鬆聊：科幻電影與科學》（2018）
  - 主題1 阿波羅上月球
  - 主題2 火星任務
  - 主題3 從黑洞到蟲洞
- 《孫維新輕鬆聊：邁向太空》（2019）

### 代表性期刊論文
- Wu, H., W.-H. Sun, et al., 2002, “Intermediate-Band Surface Photometry of the Edge-on Galaxy NGC4565”, The Astronomical Journal, 123, 1364.
- L.F. Xia, W.-H. Sun, et al., 2002, “Photometric Redshift Determination with the BATC Multicolor System”, Publications of the Astronomical Society of the Pacific, 114, 1349-1358.
- Y. Liu, W.-H. Sun, et al., 2003, “Astronomical Observing Conditions at the Xinglong Station in 1995-2001”, Publications of the Astronomical Society of the Pacific, 115, 495-501.
- X. Zhou, W.-H. Sun, et al., 2003, “15 Color Photometry of Landolt SA95 Standard Star Field”, Astronomical and Astrophysics Journal, 397, 361-369.
- W-P. Lin, W.-H. Sun, et al., 2003, “H-alpha + [NII] Observations of the HII regions in M81”, The Astronomical Journal, 126, 1286-1294.
- X. Zhou, W.-H. Sun, et al., 2004, “Dome-Diffuser Flat-fielding for Schmidt Telescopes”, The Astronomical Journal, 127, 3642-3652.
- X. Zhou, W.-H. Sun, et al, 2005, “CCD Under-Sampling Effect and Its Modeling in the BATC Observing System”, Publications of the Astronomical Society of the Pacific, 117, 86-93.
- W.-H. Sun, et al, 2005, “Intergalactic Stellar Distributions in the Interacting M81/M82 Galaxy Group”, The Astrophysical Journal, 630, L133.

## 外部連結
- 孫維新在國立台灣大學網頁（页面存档备份，存于）
- 孫維新輕鬆聊：科幻電影與科學（页面存档备份，存于）
- 孫維新輕鬆聊：邁向太空（页面存档备份，存于）
- 國立台灣大學墾丁天文台（页面存档备份，存于）
- 公共電視《航向宇宙深處》介紹（页面存档备份，存于）
- 《通識在線》  中央大學孫維新教授
- 中央研究院2010年吳大猷科學營介紹孫維新（页面存档备份，存于）
- 國立自然科學博物館館長介紹
- 我的天文研究/ 訪孫維新教授 天文界的博雅紳士[永久]《臺北星空》40期
- 舞台聲光 科學家再現（页面存档备份，存于）《文化臺中》No. 2

| 教育職務           | 教育職務                                                   | 教育職務          |
| ------------------ | ---------------------------------------------------------- | ----------------- |
| 國立自然科學博物館 |                                                            |                   |
| 前任： 張天傑      | 國立自然科學博物館館長 第七任 2011年1月17日 -2021年4月15日 | 繼任： 黃文山代理 |
| 國立中央大學       |                                                            |                   |
| 前任： 闕志鴻      | 國立中央大學 天文研究所所長 1995年8月1日—1998年7月31日     | 繼任： 蔡文祥     |